# 草津田上インターチェンジ

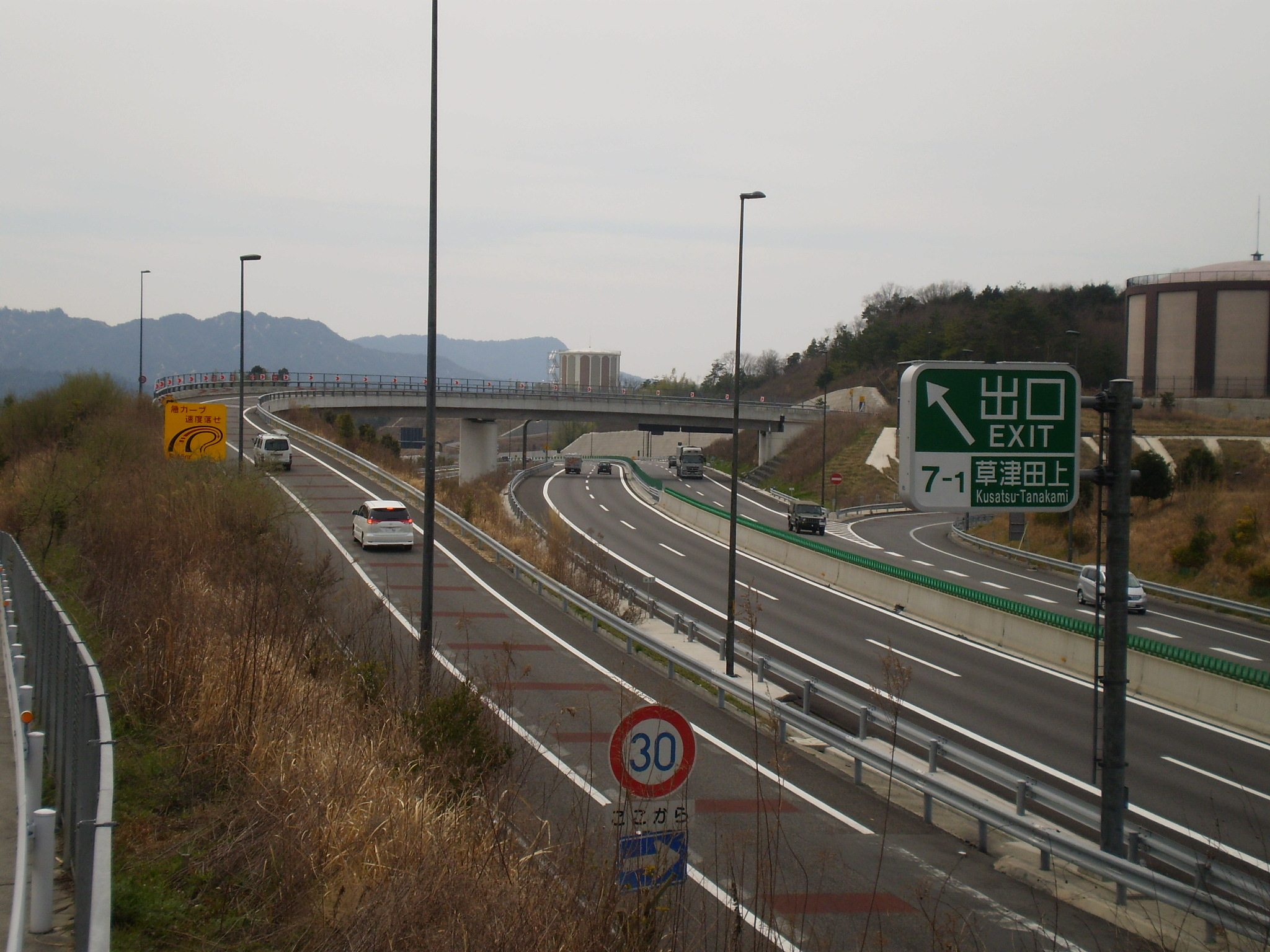
草津田上インターチェンジ出口

草津田上インターチェンジ（くさつたなかみインターチェンジ）は、滋賀県草津市野路町にある新名神高速道路（大津連絡路）のインターチェンジである。

## 概要
仮称は大津草津IC。料金所は草津市に所在するが、ランプは大津市に跨っており、両市の境界地域に位置するICである。IC名称は、草津市の市名の草津と、大津市内の地域名の田上の両名を併せたものである。

## 歴史
栗東ICの開通によって草津市には経済効果があったものの、より一層の経済効果を求めるため草津市は1968年（昭和43年）に日本道路公団に対して野路地区にインターチェンジを設置するよう要望を出した経緯がある。
草津田上インターチェンジの計画とほぼ同時期に小高い丘を挟み隣接する位置に養護学校や福祉施設がある福祉ゾーンが計画された。そのため、日本道路公団（当時）は環境保全の観点から関係団体と調整して対策案を提示するようにしてきたが、1997年（平成9年）秋から公害調停での話し合いが行われた。その結果、2000年（平成12年）3月15日に公害調停が成立し、インターチェンジの構造を見直すことで調停が行われた。この結果、既に竣工した草津JCTの橋脚や大津連絡路のルートを変更することがなかったが、ランプ線形は最も隣接する滋賀県立草津養護学校の体育館との離隔が40 mから50 mになるよう変更し、料金所位置は約150 m北側へ見直された。また、環境保全対策として遮音壁や築堤の設置が行われ、なるべく既存の林を残すよう施工した。
新名神高速道路の開通前までは名神高速道路のICとして供用されており、草津JCT-当ICの1.2kmではあるが、新名神高速道路の初めての開通区間であった。
- 2005年（平成17年）3月19日 - 草津JCT - 当IC間の開通に伴い、供用開始[1]。当初は名神高速道路のICとして供用[7]。
- 2008年（平成20年）2月23日 - 亀山JCT - 当IC間が開通[6][8][9]。開通に伴い、所属路線名を新名神高速道路に変更[6]。
- 2025年（令和7年）3月11日 - 料金所がETC専用になる[10]。

## 接続する道路
- 直接接続
  - 滋賀県道342号草津田上インター線 （山手幹線とICを結ぶ）

## 料金所
- ブース数：4

### 入口
- ブース数：2
  - ETC専用：1
  - ETC・サポート：1

### 出口
- ブース数：2
  - ETC専用：1
  - ETC・サポート：1

## 周辺
IC周辺はびわこ文化公園都市として教育関係施設や県立公共施設、大規模工場が多数所在している。また約2km西には大規模商業施設のフォレオ大津一里山がある。
- 立命館大学びわこ・くさつキャンパス
- 龍谷大学瀬田キャンパス
- 京都大学生態学研究センター
- びわこ学園医療福祉センター草津
- 滋賀県立草津養護学校
- びわこ文化公園[11]（滋賀県立近代美術館・滋賀県立図書館）
- 滋賀医科大学[12]、滋賀医科大学医学部附属病院[13]
- 滋賀県立精神医療センター[14]
- パナソニック草津拠点（草津工場）[15]
  - パナソニック マーケティングスクール・松下幸之助商学院

## 隣
E1A 新名神高速道路（大津連絡路）
(30-1) 草津JCT - (7-1) 草津田上IC - (7) 大津JCT